# Giải bóng đá vô địch quốc gia Turkmenistan 2014
Giải bóng đá vô địch quốc gia Turkmenistan 2014 hay Ýokary Liga 2014 là mùa giải thứ 22 của giải bóng đá chuyên nghiệp Turkmenistan. Giải khởi tranh ngày 7 tháng 3 năm 2014 với vòng đấu đầu tiên và kết thúc vào tháng 11 năm 2014.

## Đội bóng
| Câu lạc bộ   | Địa điểm    | Sân vận động             | Sức chứa | Huấn luyện viên       |
| ------------ | ----------- | ------------------------ | -------- | --------------------- |
| Ahal         | Abadan      | Sân vận động Ahal        | 10.000   | Guwançmuhammet Öwekow |
| Altyn Asyr   | Ashgabat    | Sân vận động Köpetdag    | 26.000   | Ýazguly Hojageldiýew  |
| Aşgabat      | Ashgabat    | Sân vận động Ashgabat    | 20.000   | Amanklyç Koçumow      |
| Balkan       | Balkanabat  | Sân vận động Balkanabat  | 10.000   | Rahym Gurbanmämmedow  |
| Daşoguz      | Daşoguz     | Sân vận động Daşoguz     | 10.000   | Ilgiz Abdyrahmanow    |
| Talyp Sporty | Ashgabat    | Sân vận động Ashgabat    | 20.000   | Baýram Durdyýew       |
| HTTU Aşgabat | Ashgabat    | Sân vận động HTTU        | 1.000    | Röwşen Meredow        |
| Lebap        | Türkmenabat | Sân vận động Türkmenabat | 10.000   | Timur Husainow        |
| Merw         | Mary        | Sân vận động Mary        | 10.000   | Magtym Begenjow       |
| Şagadam      | Türkmenbaşy | Sân vận động Şagadam     | 5.000    | Rejepmyrat Agabaýew   |

## Bảng xếp hạng
| XH | Đội          | Tr | T  | H | T  | BT | BB  | HS   | Đ  | Lên hay xuống hạng              |
| -- | ------------ | -- | -- | - | -- | -- | --- | ---- | -- | ------------------------------- |
| 1  | Altyn Asyr   | 36 | 29 | 5 | 2  | 91 | 25  | +66  | 92 | Vòng loại play-off Cúp AFC 2015 |
| 2  | Ahal         | 36 | 28 | 3 | 5  | 85 | 24  | +61  | 87 | Vòng loại play-off Cúp AFC 2015 |
| 3  | Şagadam      | 36 | 23 | 4 | 9  | 88 | 39  | +49  | 73 |                                 |
| 4  | Merw         | 36 | 22 | 2 | 12 | 67 | 44  | +23  | 68 |                                 |
| 6  | HTTU         | 36 | 16 | 4 | 16 | 80 | 45  | +35  | 52 |                                 |
| 5  | Balkan       | 36 | 15 | 5 | 16 | 47 | 24  | +23  | 50 |                                 |
| 7  | Aşgabat      | 36 | 13 | 7 | 16 | 57 | 47  | +10  | 46 |                                 |
| 8  | Talyp Sporty | 36 | 6  | 7 | 23 | 24 | 70  | −46  | 25 |                                 |
| 9  | Daşoguz      | 36 | 5  | 2 | 29 | 22 | 95  | −73  | 17 |                                 |
| 10 | Lebap        | 36 | 2  | 3 | 31 | 18 | 166 | −148 | 9  |                                 |

Cập nhật đến 5 tháng 3 năm 2015
Nguồn: Giải bóng đá vô địch quốc gia Turkmenistan table
Quy tắc xếp hạng: 1. Điểm; 2. Hiệu số bàn thắng; 3. Số bàn thắng.
(VĐ) = Vô địch; (XH) = Xuống hạng; (LH) = Lên hạng; (O) = Thắng trận Play-off; (A) = Lọt vào vòng sau. 
Chỉ được áp dụng khi mùa giải chưa kết thúc: 
(Q) = Lọt vào vòng đấu cụ thể của giải đấu đã nêu; (TQ) = Giành vé dự giải đấu, nhưng chưa tới vòng đấu đã nêu.

## Kết quả

### Nửa đầu mùa giải
| Nhà \ Khách[1] | AHA | ALT | ASH | BAL | DAS | HTT  | LEB | MER | SAG | TLP |
| Ahal           |     | 2–1 | 2–1 | 1–0 | 3–1 | 2–1  | 7–0 | 4–0 | 4–0 | 5–0 |
| Altyn Asyr     | 3–0 |     | 5–2 | 4–1 | 3–0 | 1–1  | 6–0 | 1–0 | 3–1 | 3–1 |
| Aşgabat        | 0–2 | 2–3 |     | 0–1 | 2–0 | 0–1  | 4–1 | 2–0 | 1–1 | 0–0 |
| Balkan         | 1–2 | 0–1 | 1–0 |     | 3–0 | 2–0  | 5–0 | 2–0 | 0–0 | 3–0 |
| Daşoguz        | 0–6 | 0–3 | 1–1 | 0–2 |     | 1–2  | 0–0 | 0–1 | 0–4 | 0–1 |
| HTTU           | 0–1 | 1–2 | 1–0 | 1–0 | 8–1 |      | 7–0 | 3–0 | 0–1 | 0–0 |
| Lebap          | 2–3 | 0–3 | 0–8 | 1–6 | 2–0 | 0–11 |     | 1–5 | 0–6 | 1–2 |
| Merw           | 3–1 | 0–2 | 2–1 | 2–1 | 4–1 | 2–1  | 1–0 |     | 2–1 | 3–1 |
| Şagadam        | 2–0 | 0–2 | 3–1 | 1–1 | 5–2 | 3–1  | 7–1 | 2–0 |     | 2–1 |
| Talyp Sporty   | 0–2 | 0–2 | 0–2 | 0–0 | 3–1 | 0–2  | 1–0 | 0–0 | 0–2 |     |

Cập nhật lần cuối: 9 tháng 7 năm 2014.
Nguồn: Giải bóng đá vô địch quốc gia Turkmenistan match · Giải bóng đá vô địch quốc gia Turkmenistan results
1 ^ Đội chủ nhà được liệt kê ở cột bên tay trái.
Màu sắc: Xanh = Chủ nhà thắng; Vàng = Hòa; Đỏ = Đội khách thắng.

### Nửa sau mùa giải
| Nhà \ Khách[1] | AHA | ALT | ASH | BAL | DAS | HTT | LEB  | MER | SAG | TLP |
| Ahal           |     | 0–0 | 2–2 | 3–1 | 2–1 | 1–0 | 9–0  | 1–0 | 5–0 | 1–0 |
| Altyn Asyr     | 2–1 |     | 4–0 | 3–0 | 6–1 | 2–1 | 3–0  | 2–1 | 3–4 | 6–0 |
| Aşgabat        | 3–0 | 0–0 |     | 1–0 | 2–1 | 1–3 | 7–0  | 0–2 | 0–0 | 2–1 |
| Balkan         | 0–3 | 0–0 | 1–2 |     | 2–0 | 3–1 | 0–3  | 2–0 | 1–0 | 3–0 |
| Daşoguz        | 0–1 | 1–4 | 0–5 | 1–0 |     | 1–2 | 3–0  | 0–4 | 1–3 | 1–0 |
| HTTU           | 2–5 | 1–2 | 4–1 | 1–0 | 6–1 |     | 7–0  | 2–3 | 1–2 | 4–0 |
| Lebap          | 0–4 | 1–8 | 2–2 | 0–5 | 1–2 | 2–2 |      | 1–6 | 1–8 | 0–3 |
| Merw           | 0–0 | 2–5 | 1–0 | 2–0 | 2–1 | 2–0 | 9–0  |     | 2–1 | 2–0 |
| Şagadam        | 1–2 | 0–1 | 1–0 | 3–0 | 2–0 | 2–1 | 10–0 | 4–1 |     | 5–0 |
| Talyp Sporty   | 0–1 | 1–1 | 1–5 | 0–0 | 0–2 | 1–1 | 5–1  | 1–3 | 1–4 |     |

Cập nhật lần cuối: 5 tháng 3 năm 2015.
Nguồn: Soccerway
1 ^ Đội chủ nhà được liệt kê ở cột bên tay trái.
Màu sắc: Xanh = Chủ nhà thắng; Vàng = Hòa; Đỏ = Đội khách thắng.

## Vua phá lưới
Vua phá lưới gồm: Cập nhật đến trận đấu diễn ra ngày 7 tháng 3 năm 2014.
| Thứ hạng | Cầu thủ             | Câu lạc bộ    | Bàn thắng (phạt đền) |
| -------- | ------------------- | ------------- | -------------------- |
| 1        | Mämmedaly Garadanow | FC Şagadam    | 28(2)                |
| 2        | Didar Durdiyev      | FC Altyn Asyr | 26(6)                |
| 3        | Süleýman Muhadow    | FC HTTU       | 25(1)                |

### Ghi bàn
- Cầu thủ ghi bàn đầu tiên:
- Cầu thủ lập hat-trick đầu tiên: